# 遊學團
遊學旅行或研学旅游是一種旅遊类型，是指同時为客户提供旅遊加學習的服务。

## 概況
在正規課程之外的長假期，例如暑假、聖誕節，部分家長會為子女報名到外地，目的是學習異地文化、語言、紀律等。 在香港，遊學團若經旅行社報名，會受香港旅遊業議會監管，但有論者認為短短的十多天至數十天的遊學團，子女學習的知識有限，但家長相信出國遊學，有助增廣見聞、提升國際觀。

## 爭議
2002年7月13日深夜，香港中保國際旅遊公司安排學生到北京大學研習普通話15天，入住凱迪克大酒店，晚上因兩名香港學生在酒店玩火柴，引發大火，兩名學生死亡。事件引起香港廣泛關注遊學團的安全問題。
2006年4月，香港華英中學一班學生參加廣州黃埔青少年軍校訓練營後，多名女生報稱晚上被一名軍官闖入宿舍非禮，全團人提前返港，受害女生亦接受心理輔導，事件引起輿論關注，部分中學校長指事件打擊學校到黃埔軍校遊學信心，但事後黃埔軍校否認曾有非禮案發生。
2006年10月底，嶺南鍾榮光博士紀念中學一班學生參加深圳黃埔軍校接受軍訓時，一名中三女生哭訴被一名男教官疑遭非禮。
2013年7月6日，由中國浙江省和山西省一些中學生及教師組成的赴美遊學團在經韓國首爾抵達舊金山時遭遇韓亞航空214號班機空難，浙江省江山中学三名女學生在事故中遇難。該事件也引發中國內地對遊學團問題的廣泛關注。